# Lphant
 (août 2016).
Lphant  est un logiciel gratuit de partage de fichiers en pair à pair. Il était développé en C sharp, et nécessitait .NET Framework pour fonctionner. Un mode client-serveur était disponible sous Linux et Mac OS X grâce au Framework Mono.
L'application, jusqu'à la version 3.51 (incluse) était multi protocole et supportait eDonkey, BitTorrent et Kad. L'éditeur se finançait par l'affichage de publicités au cours de l'utilisation.

## La version 4
Avec la version 4 (2009), le site web du logiciel a subi un changement majeur et le forum a disparu, tout comme les versions pour GNU/Linux, Mac OS X et Windows CE. Plusieurs éléments laissent penser que le logiciel ne se connecte plus ni à BitTorrent, ni à eDonkey et Kad, mais à son propre réseau centralisé et filtré, cette version 4 étant en fait un clone de BearShare, d'iMesh et de la fausse version de Shareaza (appelée ShareazaV5) distribuée sur l'ancien site officiel du projet qui est désormais sous le contrôle de Discordia Ltd. Il est en effet possible de voir la mention de Discordia Ltd en bas de la page sur le site officiel de Lphant. Pour un accès complet et l'achat de morceaux de musique protégés par gestion des droits numériques (en anglais Digital Rights Management - DRM), les utilisateurs doivent souscrire un abonnement payant.